# De arte venandi

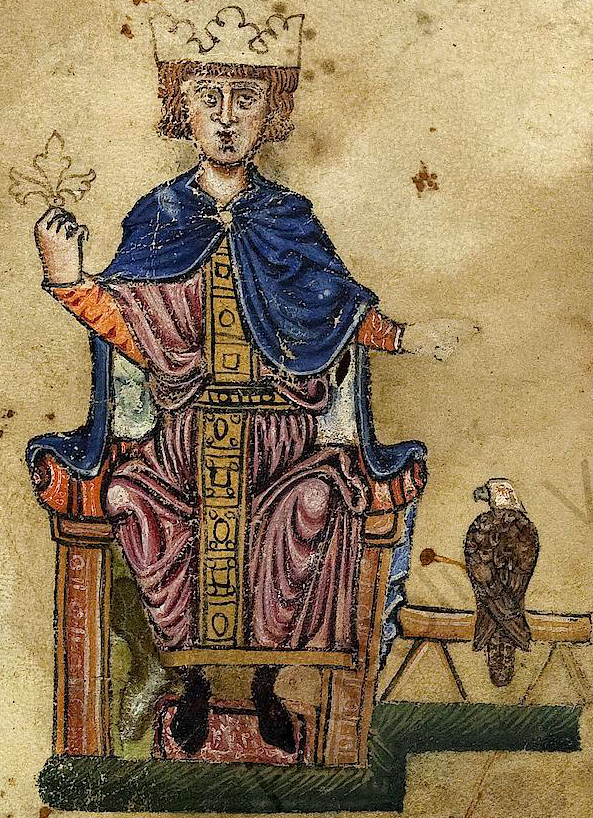
Frederico II, representado na segunda página do "Manuscrito de Manfredo" na Biblioteca do Vaticano.

De Arte Venandi cum Avibus, literalmente "Da arte de Caça com Aves", é um tratado em latim sobre ornitologia e falcoaria escrito na década de 1240 por Frederico II, Sacro Imperador Romano-Germânico e dedicado ao seu filho Manfredo.
Frederico tinha já um conhecimento notável do tratado de Aristóteles Liber Animalum, traduzido para o latim a partir do árabe por Michael Scot, astrónomo da corte. Conhecia igualmente a obra De Scientia Venandi per Aves, um tratado da autoria do falcoeiro árabe Moamyn, e traduzido para latim na sua corte pelo Mestre Teodoro de Antioch.
O manuscrito original perdeu-se em 1248 durante o cerco de Parma. No entanto, existem várias cópias, entre as quais uma versão manuscrita em dois volumes e outra em seis volumes. A cópia mais famosa é um manuscrito iluminado encomendado pelo seu filho Manfredo, um códice com 111 fólios em dois volumes, hoje conservado na Biblioteca do Vaticano.